# Смятение (песня, 1976)
«Смяте́ние» — песня Давида Тухманова на стихотворение Анны Ахматовой «Смятение» 1913 года из концептуального альбома Тухманова «По волне моей памяти» (1976). Подбор литературного материала был выполнен женой Тухманова Татьяной Сашко. Первый исполнитель песни — Людмила Барыкина.

## История
Музыка Давида Тухманова

Слова Анны Ахматовой

Было душно от жгучего света,

А взгляды его — как лучи.

Я только вздрогнула: этот

Может меня приручить.

Наклонился — он что-то скажет...

От лица отхлынула кровь.

Пусть камнем надгробным ляжет

На жизни моей любовь.

Как велит простая учтивость,

Подошёл ко мне, улыбнулся,

Полуласково, полулениво

Поцелуем руки коснулся —

И загадочных древних ликов

На меня поглядели очи…

Десять лет замираний и криков,

Все мои бессонные ночи

Я вложила в тихое слово

И сказала его — напрасно.

Отошел ты, и стало снова

На душе и пусто и ясно.

Не любишь, не хочешь смотреть?

О, как ты красив, проклятый!

А я не могу взлететь,

А с детства была крылатой.

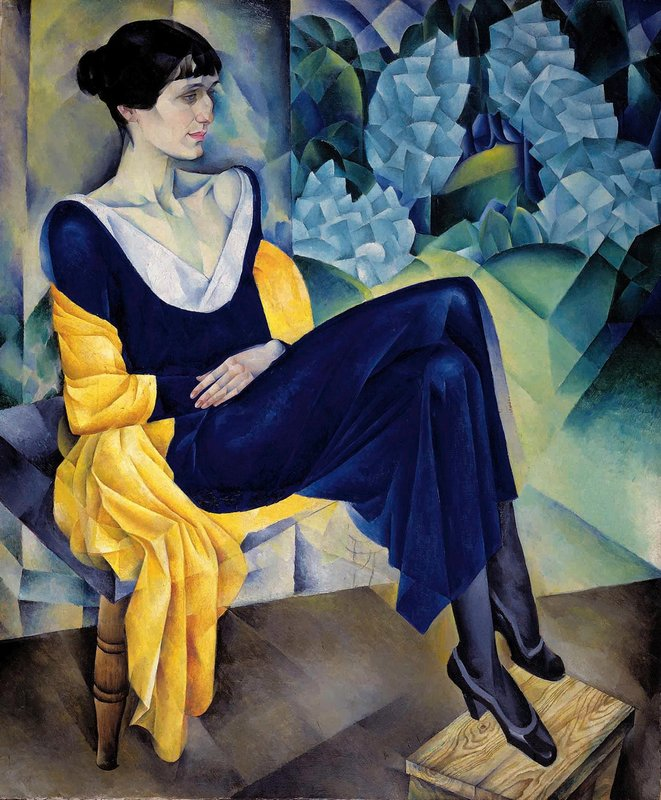
Натан Альтман.
Портрет Анны Ахматовой. 1914

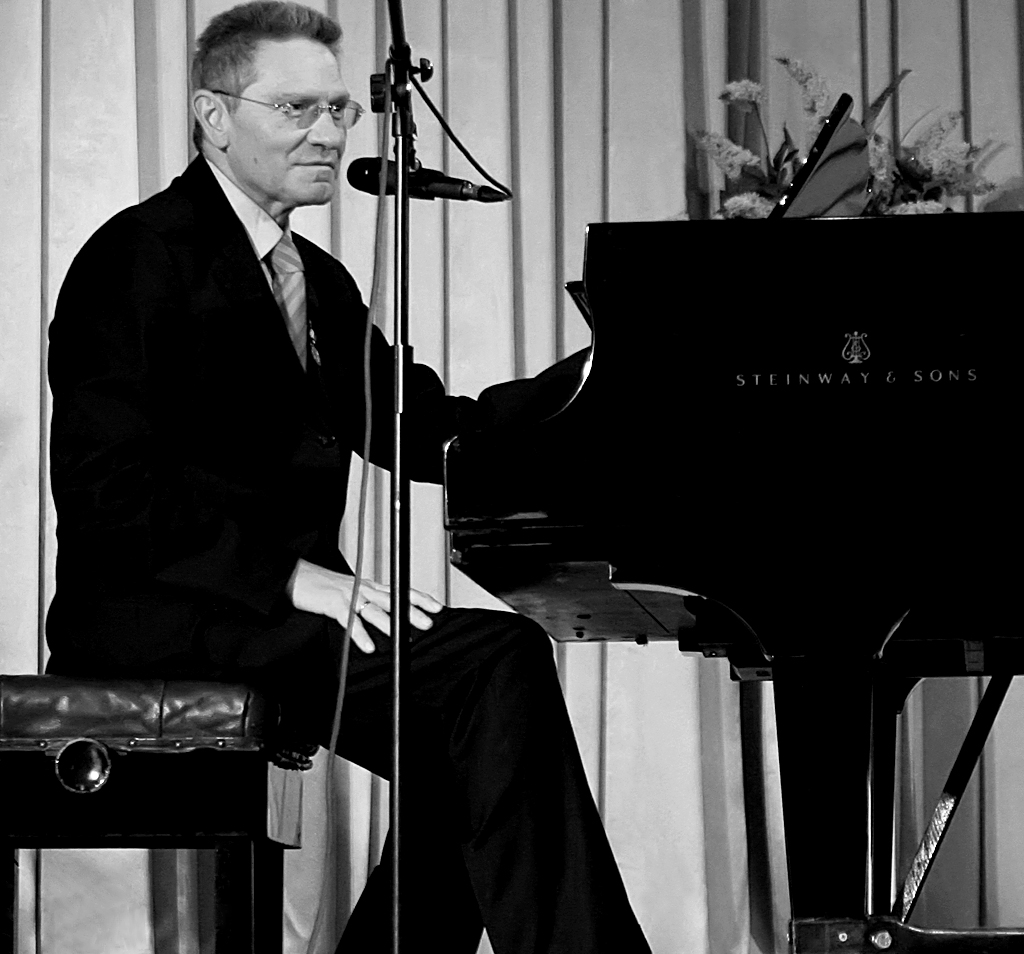
Композитор Давид Тухманов, автор музыки «Смятения»

Жена Давида Тухманова и фактический продюсер концептуального альбома «По волне моей памяти» Татьяна Сашко, отбиравшая для него весь литературный материал, выбрала в том числе и стихотворение Анны Ахматовой 1913 года «Смятение». Вторая строфа из трёх в процессе работы над песней была купирована — четыре её последние строки в песню не вошли:
Мне очи застит туман,

Сливаются вещи и лица,

И только красный тюльпан,

Тюльпан у тебя в петлице.
Первые же четыре строки второй строфы создатели песни поменяли местами с третьей, сделав их эффектной кодой, а союз и в строке «И я не могу взлететь» изменили на а:
Не любишь, не хочешь смотреть?

О, как ты красив, проклятый!

И я не могу взлететь,

А с детства была крылатой.
Весь альбом «По волне моей памяти» записывался Давидом Тухмановым в атмосфере секретности, и запись песни «Смятение» не стала исключением. В начале 1976 года, зимой, Тухманов, услышавший с подачи Вячеслава Добрынина записи Людмилы Барыкиной, пригласил её для записи «Смятения» в свою студию. Он не говорил певице, что о записи песни надо молчать, но поскольку не разрешал даже брать домой текст песни, об общем запрете она догадалась сама.
Когда я записывала вокал, на фонограмме была бас-гитара, барабаны и ритм-гитара. Клавиш не было. Тухманов шифровался по полной программе. Он никому ничего не показывал и не рассказывал об этой работе. Я сама ничего не знала. Для чего эта запись, для какой пластинки? Музыкантов я тоже не видела.
Тухманов провёл с Барыкиной всего одну репетицию. Не понимавшая, чего от неё хотят, Барыкина попробовала петь с «хрипотцой». Этот вариант понравился Татьяне Сашко, но Тухманов, боявшийся, что запись из-за этого могут не пропустить, попросил певицу спеть мягче. «Мягкий» вариант записи и вошёл затем в альбом.

Людмила Барыкина,
первая исполнительница песни

Во время записи Барыкина была простужена и, как ей казалось, «где-то недотягивала», но поскольку вечером дня записи она уезжала с ансамблем Юрия Антонова «Магистраль» на гастроли в Ленинград, времени перепеть у неё уже не было: «Это со мной было часто. Всегда перед какими-то ответственными моментами со мной что-то такое приключалось».
Ко времени выхода альбома Людмила Барыкина ушла из «Магистрали» и работала в вокально-инструментальном ансамбле «Надежда», поэтому на обложке альбома она была обозначена как участница «Надежды».
По рекомендации Тухманова Барыкина затем попала в вокально-инструментальный ансамбль «Весёлые ребята» Павла Слободкина и поначалу исполняла «Смятение» на концертах ансамбля. В 1978 году, приехав в родной город Бельцы в Молдавию, она узнала, что её мать умерла, и застала её уже в морге. Придя в опустевший дом матери, она увидела на проигрывателе пластинку «По волне моей памяти» и, потрясённая, разбила её. После этого исполнять «Смятение» она не могла, но Слободкин настаивал: «Люда, эту песню надо петь. Надо». Поддавшись на уговоры, Барыкина начала петь «Смятение» на одном из концертов, но у неё перехватило горло, и она заплакала прямо на сцене. Руководитель ансамбля больше не просил её об исполнении, и вернуться к песне она смогла только через пять лет — после разрыва со Слободкиным и «Весёлыми ребятами».
Песня входила в репертуар других певиц, в числе которых была и работавшая с Тухмановым в следующем десятилетии Ирина Аллегрова, но исполнила эту песню впервые она значительно позже. В музыкальном фильме «По волне моей памяти», снятом без участия Тухманова в 2006 году к 30-летию выхода альбома «По волне моей памяти», «Смятение» пела Анастасия Стоцкая.

## Участники записи 1975—1976 годов
- Борис Пивоваров (гитара)

«Яблоко» второй стороны грампластинки «По волне моей памяти» с записью песни «Смятение» (1976)

- Аркадий Фельдбарг (бас-гитара, скрипка)
- Владимир Плоткин (ударные)
- Давид Тухманов (фортепиано, орган, синтезатор, электропиано)
- Медная группа ансамбля «Мелодия» под управлением Георгия Гараняна
- Струнная группа Большого симфонического оркестра Всесоюзного радио и телевидения (дирижёр Константин Кримец)
- Звукорежиссёр Николай Данилин

## Комментарии
1. ↑  На обороте конверта альбома «По волне моей памяти» было написано: «Литературный материал подобран Татьяной Сашко».